# Logudoro (traghetto)
La Logudoro è stata una nave traghetto in servizio per Rete Ferroviaria Italiana, adibita al trasporto di rotabili ferroviari, autovetture e passeggeri nello stretto di Messina. La nave trasportava solo carri merci per il servizio ferroviario a differenza delle altre navi che trasportano le carrozze passeggeri.

## Storia operativa

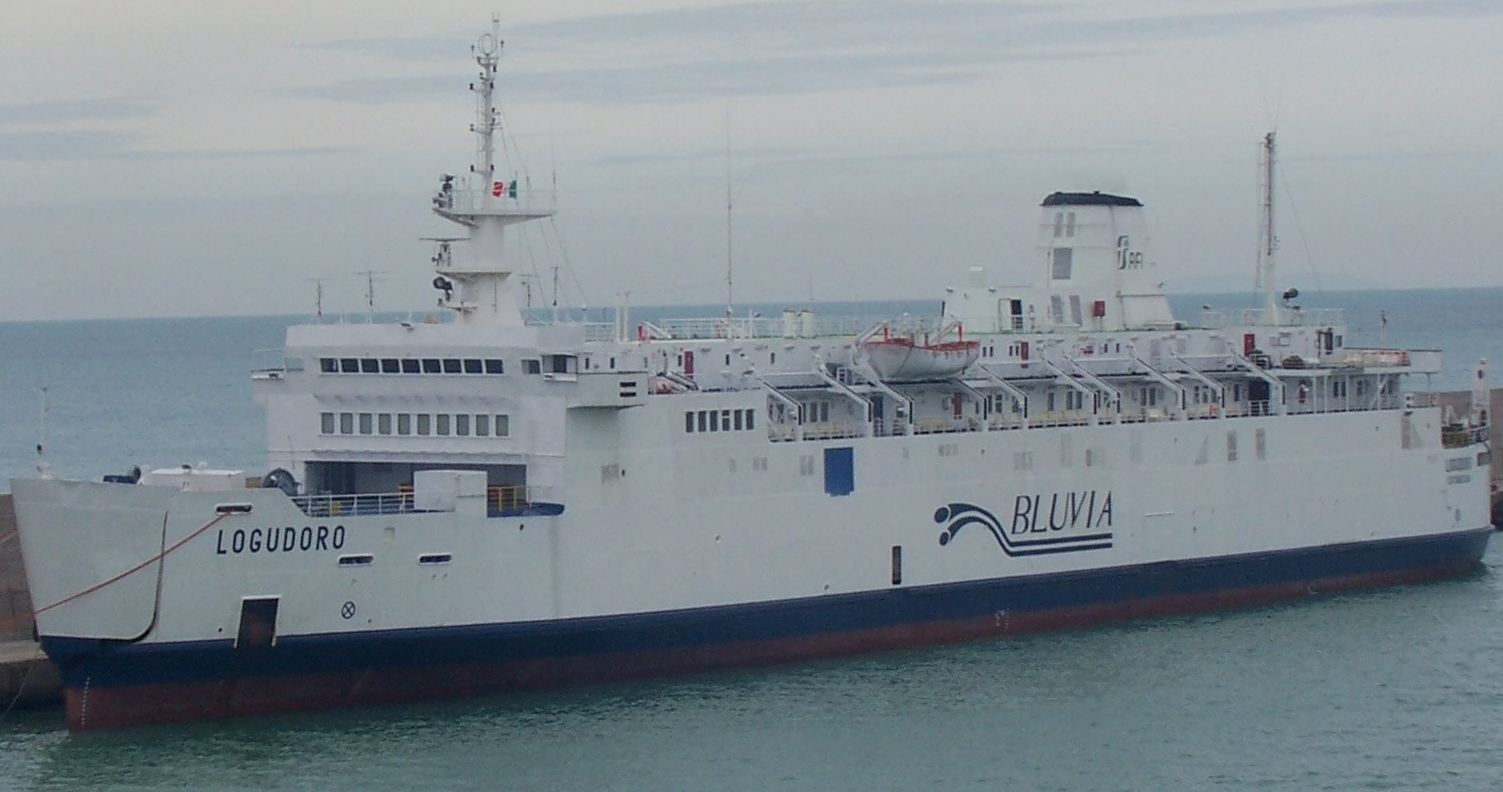
Logudoro a Civitavecchia nel 2007 con la livrea Bluvia.

Il traghetto Logudoro venne varato il 3 giugno 1988 presso i "Cantieri Navali Riuniti" di Palermo; entrato in servizio nel febbraio del 1989 sulla tratta Civitavecchia-Golfo Aranci, è stato l'ultimo investimento delle Ferrovie dello Stato per rinnovare la flotta nella Rotta sarda. Dal 2000, soppresso il trasporto passeggeri per la Sardegna, venne riconvertito per il solo trasporto dei carri merci e abilitato, come nave cargo, a trasportare a bordo non più di 12 persone (rispetto agli originari 998 passeggeri). Cessato ogni servizio regolare per la Sardegna nel 2008, venne inizialmente trasferito a Napoli e sottoposto ai primi lavori di trasformazione per l'adattamento allo stretto di Messina presso i Cantieri del Mediterraneo. Nel mese di agosto 2011 la nave arrivò a Messina, dove fu sottoposta a ulteriori lavori presso i cantieri dell'Arsenale Militare. Rinnovata e ristrutturata, la nave è entrata in servizio nello Stretto nel mese di luglio 2012. 
Dal 2014 andò nuovamente fuori servizio e dal 2016, a seguito di un pignoramento, è rimasto in disarmo nel porto di Messina. A novembre 2023, dopo otto anni in disarmo, RFI ha dato l'annuncio che il traghetto verrà demolito.
Il 13 febbraio 2025, trainato dal rimorchiatore d'altura Paul, ha lasciato definitivamente il porto di Messina alla volta di Aliağa, dov'è è stato spiaggiato il 25 febbraio successivo.

## Caratteristiche tecniche
La Logudoro differiva in origine delle gemelle Villa e Scilla, progettate per lo stretto di Messina, avendo servizi alberghieri idonei per affrontare più di sette ore di navigazione. È dotata inoltre di due motori da 8400 kW, anziché dei quattro meno potenti delle gemelle, e di un sistema di stabilizzazione più sofisticato e idoneo per il mare aperto. Il ponte principale della nave ha 4 binari per un totale di 378 metri lineari per il trasporto di vagoni ferroviari, mentre il ponte superiore dispone di due corridoi e di due piazzali di poppa e prua per il trasporto di circa 70 autovetture.

## Film
Nel 2002 la nave Logudoro è stata protagonista assieme ai suoi membri dell'equipaggio del film-documentario L'ultima corsa del regista cagliaritano Enrico Pitzianti, dove viene documentata l'ultima partenza della nave dalla Sardegna verso la penisola, e lo stato d'animo dei marittimi che da lì a breve perderanno il posto di lavoro.

## Ponti
- 1 - Sala macchine
- 2/3 - Ponte binari
- 4 - Ponte auto, cabine passeggeri
- 5 - Sala poltrone, Bar, Self Service, Cabine passeggeri
- 6 - Ponte comando, alloggi equipaggio, cucine

## Navi gemelle
- Villa
- Scilla